# Mahi Khennane

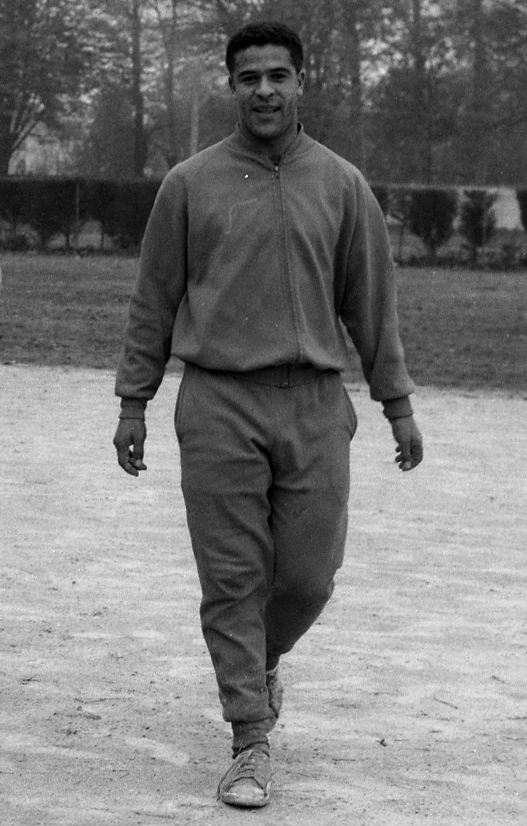
Mahi Khennane, 1962

Mahi Khennane (* 21. Oktober 1936 in Mascara) ist ein ehemaliger algerisch-französischer Fußballspieler und -trainer. Er hat sowohl für Frankreich als auch für Algerien Länderspiele bestritten. In Frankreich wurde er häufig einfach als „Mahi“ bezeichnet, taucht in manchen Büchern sogar unter Khennane Mahi auf.

## Vereinskarriere
Mahi Khennane kam als 19-Jähriger vom Gallia Club aus seiner damals noch zu Französisch-Nordafrika gehörenden Geburtsstadt zum bretonischen Erstdivisionär Stade Rennes UC. Er entwickelte sich dort zu einem eleganten, dabei durchsetzungsfähigen und schussstarken Mittelstürmer, der im Oktober 1956 sein erstes Punktspiel in der Profiliga bestritt. Als der Klub bei Saisonende nach zwei Niederlagen in den Barrages in die Division 2 abstieg, blieb er bei SRUC und kehrte 1958 ins fußballerische Oberhaus zurück. Insgesamt trug er sechs Jahre Rennes' Farben, wo er an der Seite von Spielern wie Henri Guérin, Antoine Cuissard (ab 1961 auch sein Trainer) und Yvon Goujon auf sich aufmerksam machte. Erstmals 1958/59 tauchte er in der D1-Torjägerliste ganz weit oben auf (4. Rang mit 23 Treffern). Dies konnte er noch zweimal wiederholen: 1961/62, in seinem letzten Jahr für Rennes, und 1962/63 (5. Platz mit 18 Toren bzw. 4. mit 22).
Im April 1958, mitten im Algerienkrieg, hatte Khennane sich persönlich – anders als zahlreiche andere algerische Profispieler – dagegen entschieden, für die „Unabhängigkeitself“ seines Heimatlandes zu spielen; dadurch konnte er später zum französischen Nationalspieler werden (siehe unten). Zudem zeichnete ihn France Football mit der Étoile d’Or als besten Spieler der Saison 1960/61 aus. Dabei hatte seine Mannschaft in der Meisterschaft stets nur auf einem unteren Mittelfeldrang abgeschlossen und war all die Jahre über Platz 12 nicht hinausgekommen. Im Pokalwettbewerb war Khennane gleichfalls treffsicher – so steuerte er in der Saison 1958/59, als Stade Rennes es bis ins Halbfinale brachte, unter anderem zwei Tore zum 3:2-Viertelfinalsieg über Olympique Lyon bei.
Von 1962 bis 1965 spielte er für den FC Toulouse in einer erfolgreicheren Elf (Liga-7. 1963 und sogar 5. Platz 1964); in dieser Zeit fand er auch international für das inzwischen unabhängig gewordene Algerien Berücksichtigung. Anschließend folgte eine Saison bei Olympique Nîmes; obwohl Olympique den Abstieg in der Relegationsrunde verhindern konnte, ging Mahi Khennane 1966 zu Red Star und 1967 zurück in die Bretagne zum FC Lorient (beide in der zweiten Division). Nach drei Jahren als Spielertrainer bei seinem inzwischen in GCR Muaskar umbenannten Ursprungsverein beendete er, 34-jährig, seine Karriere als Aktiver.

### Stationen
- Gallia Club de Mascara (bis 1956)
- Stade Rennais Université Club (1956–1962, 1957/58 in D2)
- Toulouse Football Club (1962–1965)
- Nîmes Olympique (1965/66)
- Red Star Olympique Audonien (1966/67, in D2)
- Football Club de Lorient (1967/68, in D2)
- Ghali Chabab Rai Muaskar (1968–1971, als Spielertrainer)

## In der Nationalmannschaft
Im Oktober bzw. November 1961 bestritt Khennane zwei A-Länderspiele für Frankreich; beide endeten mit Auswärtsniederlagen: 0:3 gegen Belgien und 0:1 in der Weltmeisterschaftsqualifikation gegen Bulgarien. Dieses 0:1 in einem ausgeglichenen Spiel, in dem Bulgariens Tor in der 90. Minute fiel, „läutete das Aus der französischen Hoffnungen ein“, für die WM-Endrunde in Chile planen zu können. Khennane beschwerte sich anschließend in der französischen Presse, sein Gegenüber Kowatschew habe mit allen unerlaubten Mitteln gespielt, ohne dass der tschechoslowakische Schiedsrichter eingegriffen habe.
Nachdem sein Geburtsland Mitte 1962 unabhängig geworden war, wurde er erstmals 1963 auch in die algerische Nationalelf berufen. Die exakte Zahl seiner Spiele für die Fennecs – „Wüstenfüchse“ ist eine geläufige Bezeichnung für diese Mannschaft – ist bisher nicht zu ermitteln; in einer Quelle wird sie mit drei angegeben. Mit Sicherheit stand Mahi Khennane am Neujahrstag 1964 in Algier in ihren Reihen, als es gegen Westdeutschland ging. Dabei überwand er schon nach acht Minuten Torhüter Fritz Ewert, ehe mit Ahmed Oudjani vom RC Lens ein weiterer Frankreichprofi den 2:0-Endstand herstellte.

## Trainerkarriere
Mahi Khennane hat ab 1968 als Spielertrainer bei GCR Muaskar gearbeitet, ehe er Anfang der 1970er wieder in die Bretagne zurückkehrte und die Elf von US Saint-Servan-Saint-Malo trainierte. Anschließend führte er die Cormorans Sportifs de Penmarc’h zum Aufstieg in die dritthöchste Liga. In den 1980ern stand er wieder bei einem Klub aus Mouaskar an der Seitenlinie; mit dem GC Mascara gelang ihm 1984 der Gewinn der algerischen Meisterschaft, bislang der einzige größere Titel, den dieser Verein holen konnte, und es blieb auch Khennanes einziger.
Der heute in der Bretagne lebende „Mahi“ ist immer noch am Fußballgeschehen interessiert; zuletzt nahm er Ende 2010 die Gelegenheit wahr, als Mitglied der Jury seine Stimme für Frankreichs Fußballer des Jahres abzugeben, wozu ihn seine eigene Auszeichnung von 1961 berechtigte. Auf die ersten drei Plätze seiner persönlichen Liste setzte er drei Offensivspieler.

## Palmarès
- Französischer Pokalhalbfinalist 1959
- 2 A-Länderspiele (kein Treffer) für Frankreich, mindestens 3 A-Länderspiele (mindestens 1 Treffer) für Algerien
- 237 Spiele und 98 Tore in der Division 1, davon 161/61 für Rennes, 61/31 für Toulouse, 15/6 für Nîmes[12]
- 62 Spiele und 22 Tore in der Division 2, davon 29/12 für Rennes, 17/4 für Red Star, 16/6 für Lorient[13]
- ausgezeichnet mit der Étoile d’Or als bester Erstligaspieler der Saison 1960/61
- als Trainer: algerischer Meister 1984